# Confédération syndicale des travailleurs du Mali
 (juillet 2024).
Si vous disposez d'ouvrages ou d'articles de référence ou si vous connaissez des sites web de qualité traitant du thème abordé ici, merci de compléter l'article en donnant les références utiles à sa vérifiabilité et en les liant à la section « Notes et références ».
La Confédération syndicale des travailleurs du Mali (CSTM) est une confédération syndicale malienne fondée les 27 et 28 avril 1998. Elle est affiliée à l'Organisation de l'Unité Syndicale Africaine (OUSA) et à la Confédération syndicale internationale (CSI). 

## Objectifs
Ses objectifs sont :
- défendre les intérêts matériels et moraux de ses membres ;
- défendre les libertés démocratiques et pluralistes ;
- organiser et promouvoir le monde du travail et le secteur informel ;
- assurer la formation syndicale, éducative et culturelle des travailleuses et travailleurs ;
- lutter contre la pauvreté et pour l'émancipation globale des travailleuses et travailleurs.

Le secrétaire général de la CSTM est Hammadoun Amion Guindo.

## Histoire
La CSTM tient son congrès constitutif les 27 et 28 avril 1998, elle devient la deuxième centrale syndicale du pays et marque l'ouverture du pluralisme syndical. Son troisième congrès ordinaire s'est tenu les 7 et 8 mars 2019 à la Maison des Aînés de Bamako.

## Organisations affiliées
- Syndicat de la Police Nationale (SPN)